# Кострена
Кострена (хорв. Kostrena) — община в Хорватии, входит в Приморско-Горанскую жупанию. Община включает город Кострену. По данным 2001 года, в ней проживало 3897 человек. Общая площадь общины составляет 12 км².